# Либохорівський заказник
Либохо́рівський зака́зник — загальнозоологічний заказник місцевого значення в Україні. Розташований на південний захід від сіл Карпатське, Либохора і Верхнє Гусне Турківського району Львівської області. 
Площа — 2075 га. Перебуває у віданні Боринського ДЛГ, Либохорівського лісництва. Заснований рішенням Львівської облради від 9.10.1984 року № 495. 
Створений з метою збереження цінних для Карпатського регіону видів тварин, що населяють лісові масиви на північно-східних схилах Верховинського вододільного хребта (між Ужоцьким перевалом та горою Пікуй). Тут водяться: сарна європейська, свиня дика, вивірка карпатська (підвид вивірки звичайної), куниця лісова, благородний олень, лісовий кіт, рись, лисиця звичайна, вовк, зрідка трапляється бурий ведмідь. Із земноводних: тритон карпатський, ропуха очеретяна, жаба прудка, саламандра плямиста, з плазунів — гадюка звичайна, вуж звичайний. З орнітофауни поширені: дятел звичайний, сова сіра, яструб великий, сіра ворона, галка, синиця велика, дрізд співочий, зяблик, орябок та інші. 
Територія заказника покрита субальпійськими лісами, з головними лісотвірними породами — бук, ялиця, смерека, явір. Трав'яний покрив представлений такими видами: маренка, плющ, ожина, кіпрей гірський, копитняк європейський тощо.

## Стан охорони біорізноманітності
У заповіднику ведуться масові санітарні і інші рубки, що негативно відбивається на охороні рідкісних видів тварин. Так, з 2002 р. по 2013 р. в заповіднику було вирубано близько 460 га, або 15% лісової площі. У 2015 р. у заповіднику санітарні рубки проводилися на площі 8,1 га, було заготовлено 1720 м³ деревини.

## Світлини

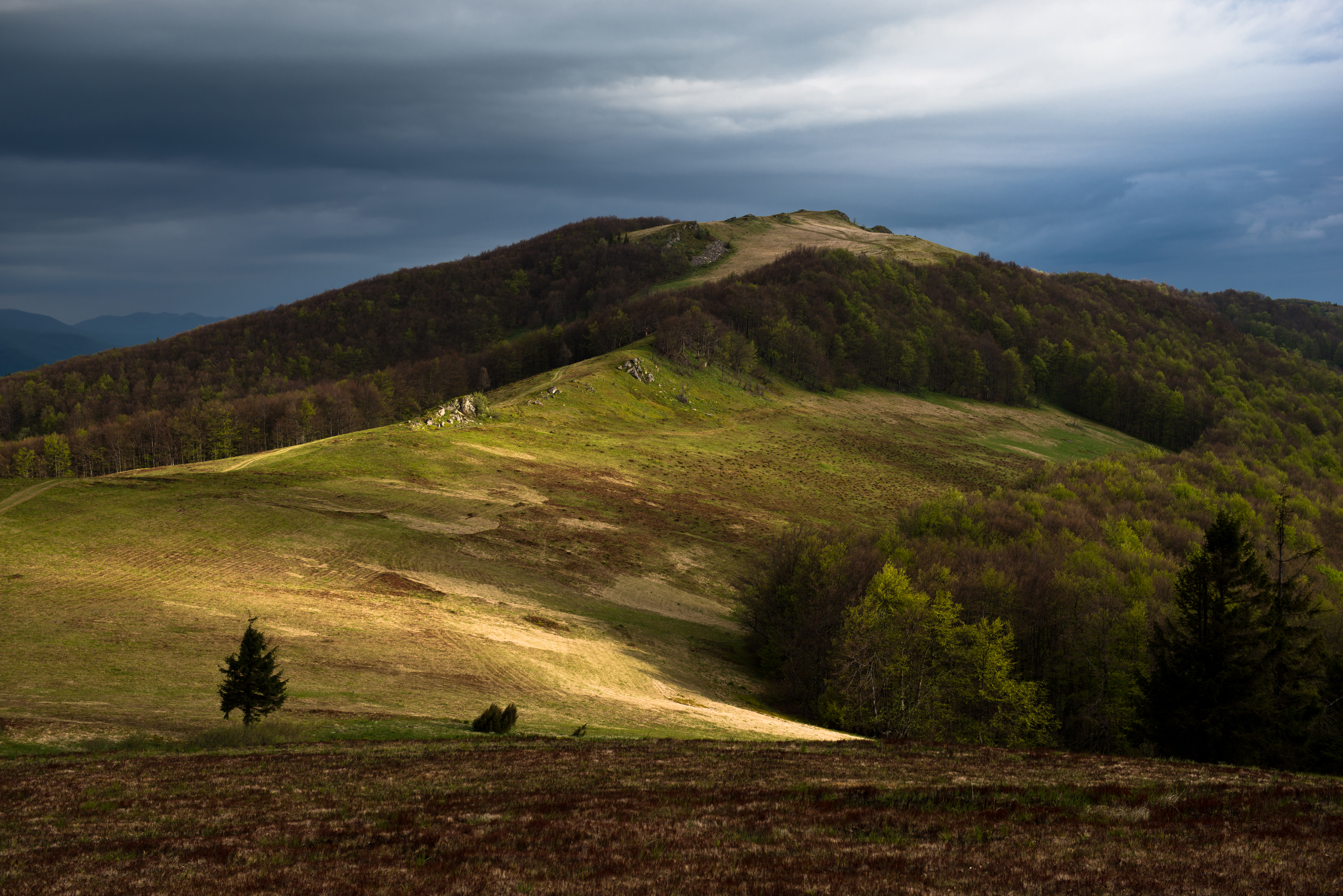
Краєвид на гору Дрогобицький Камінь
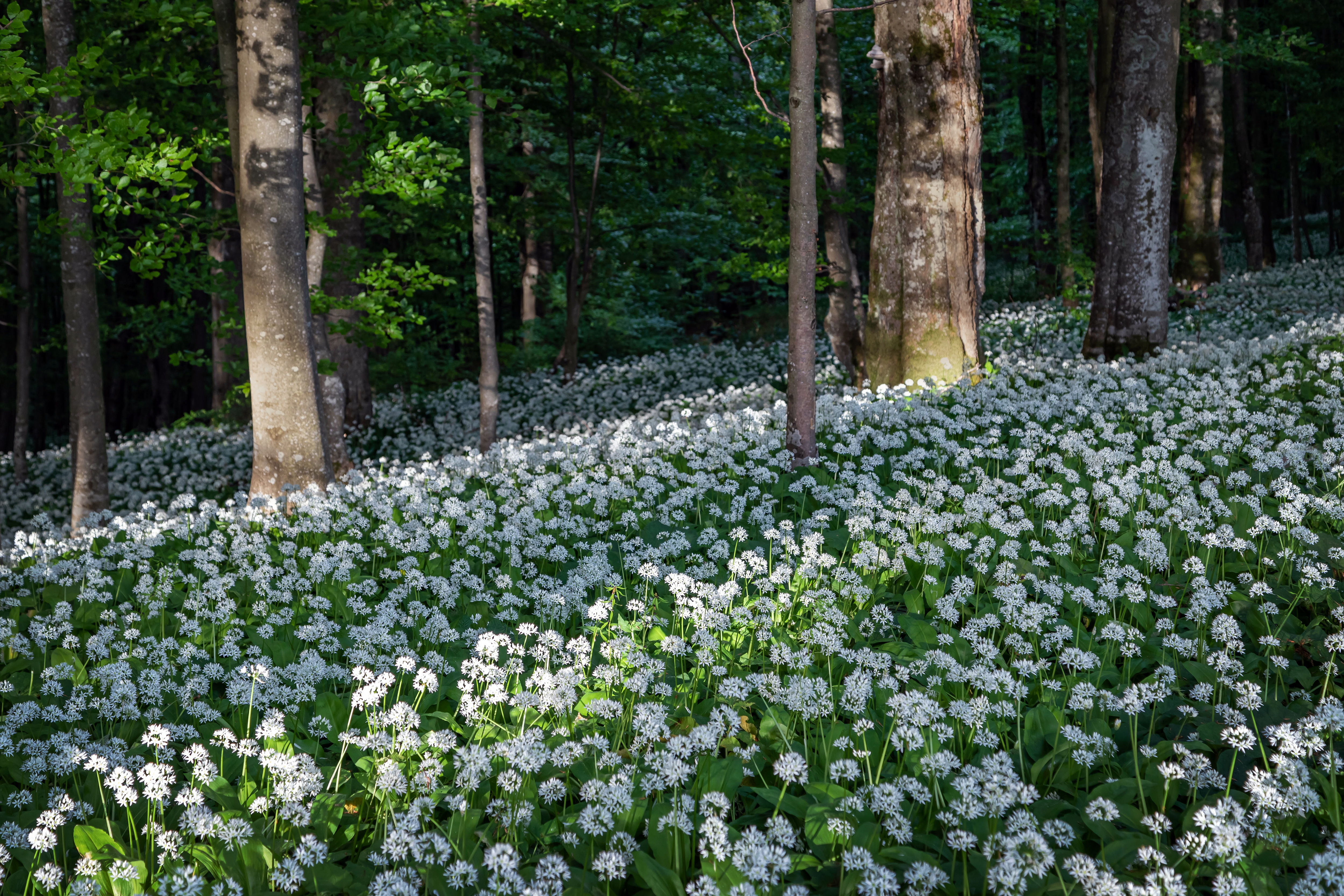
Квітування цибулі ведмежої в заказнику
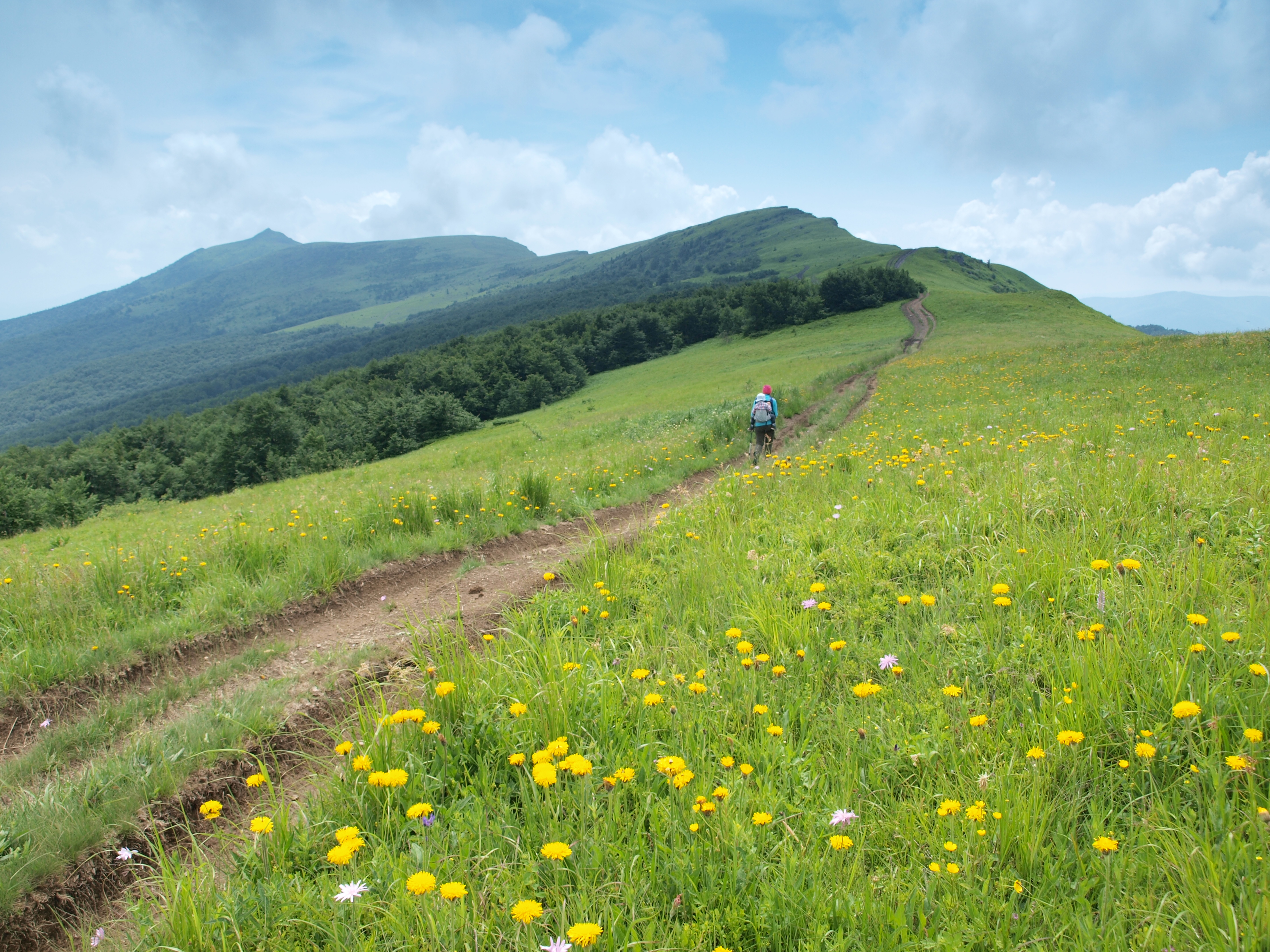
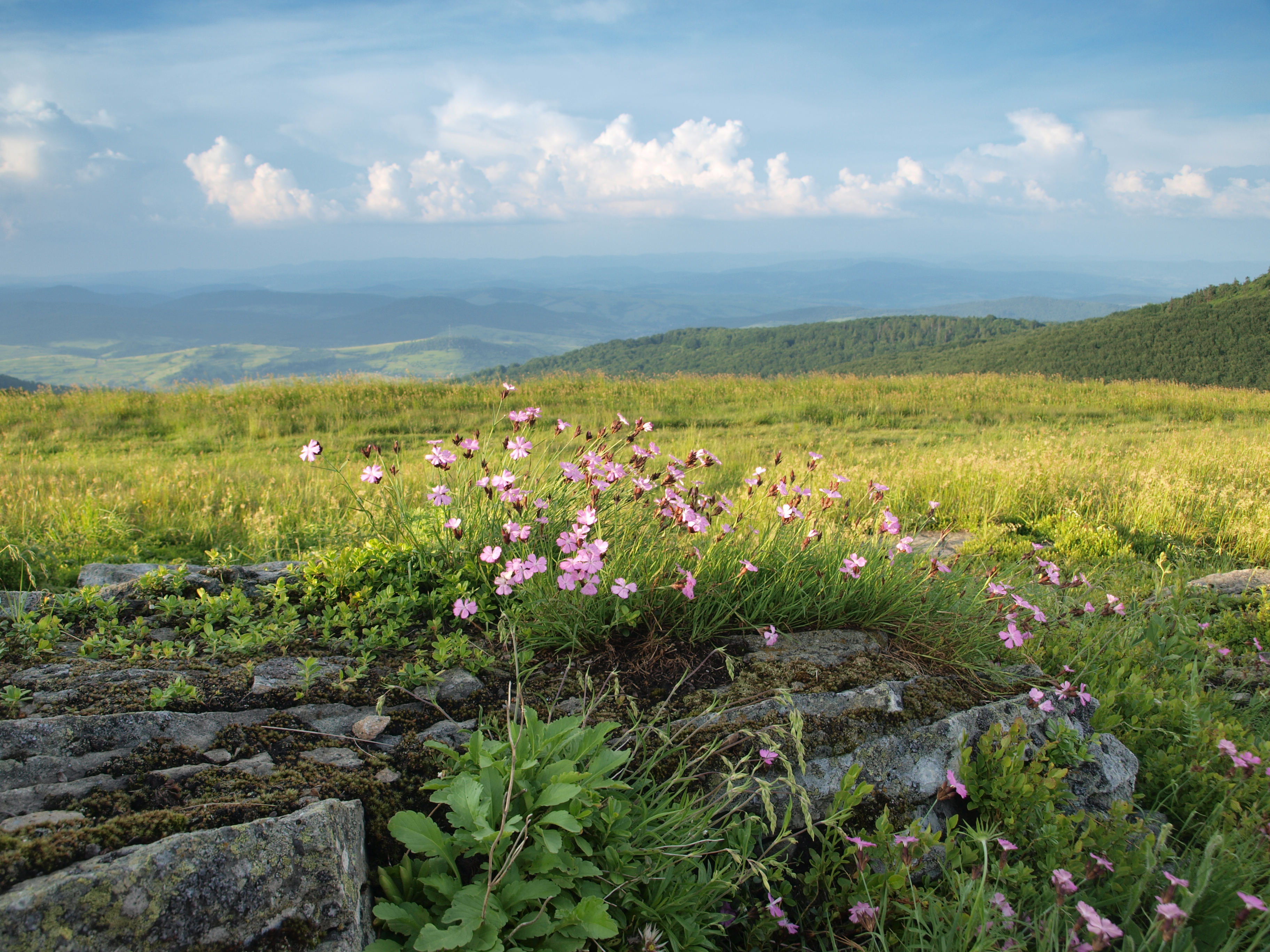
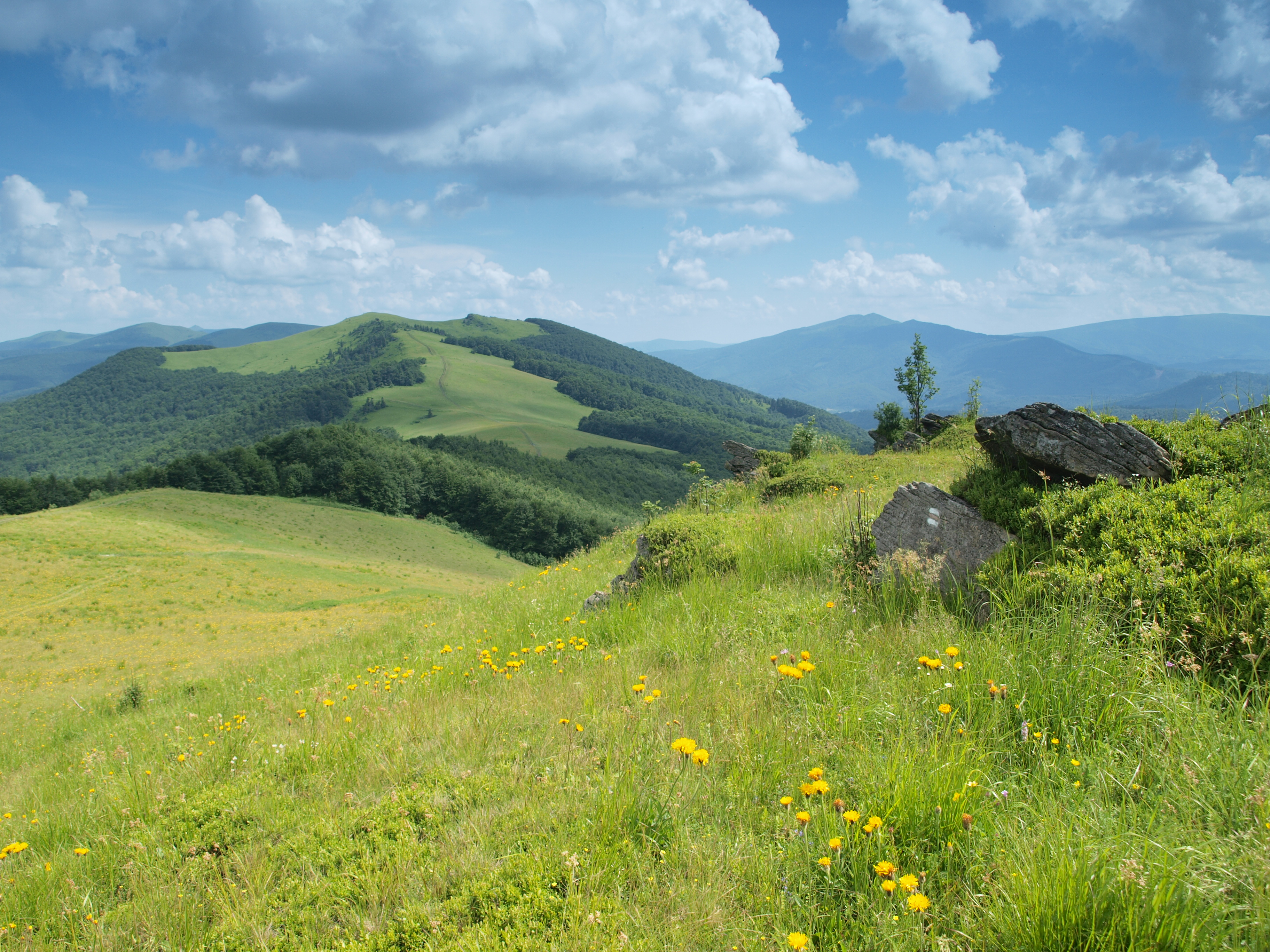
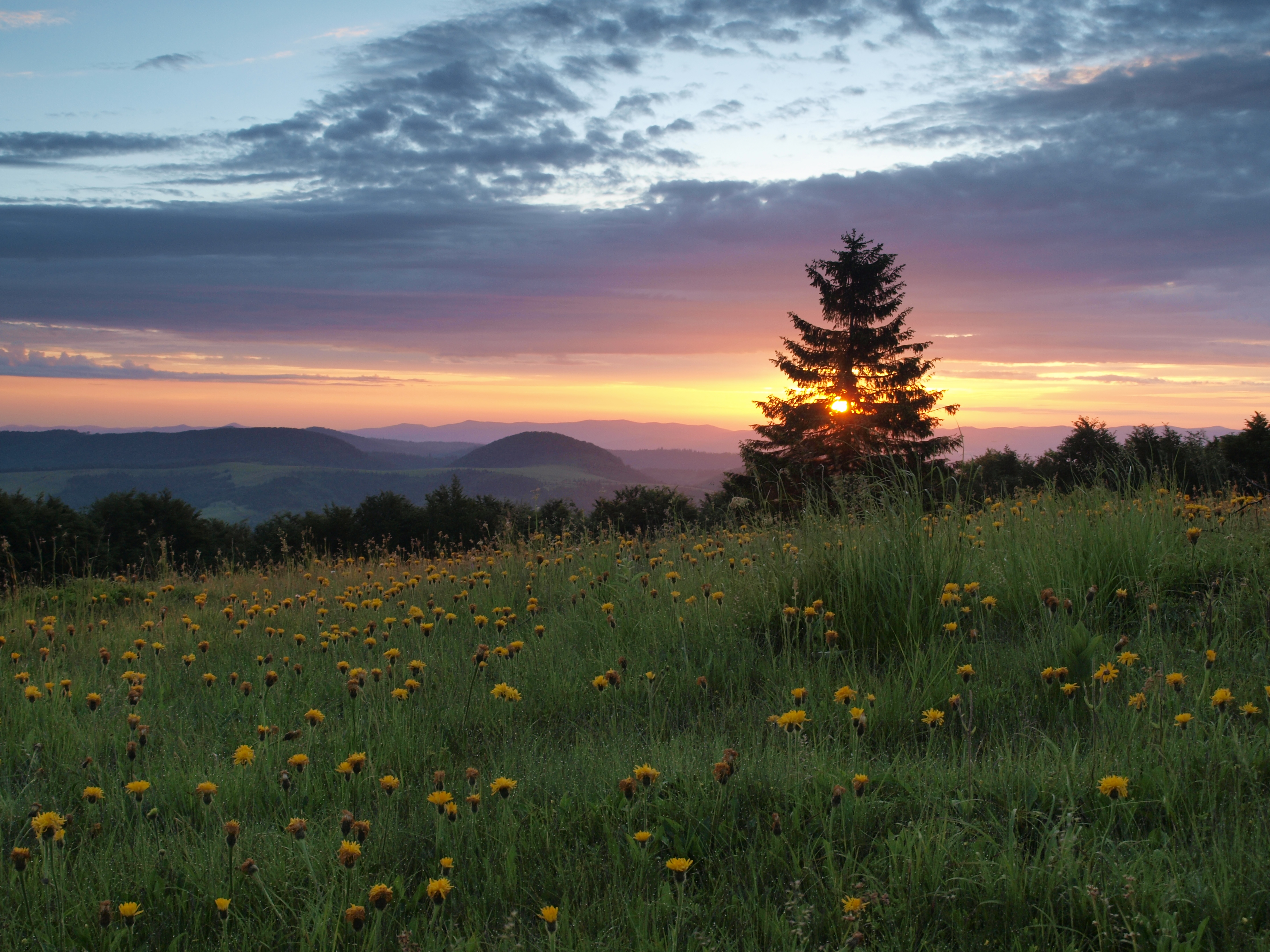
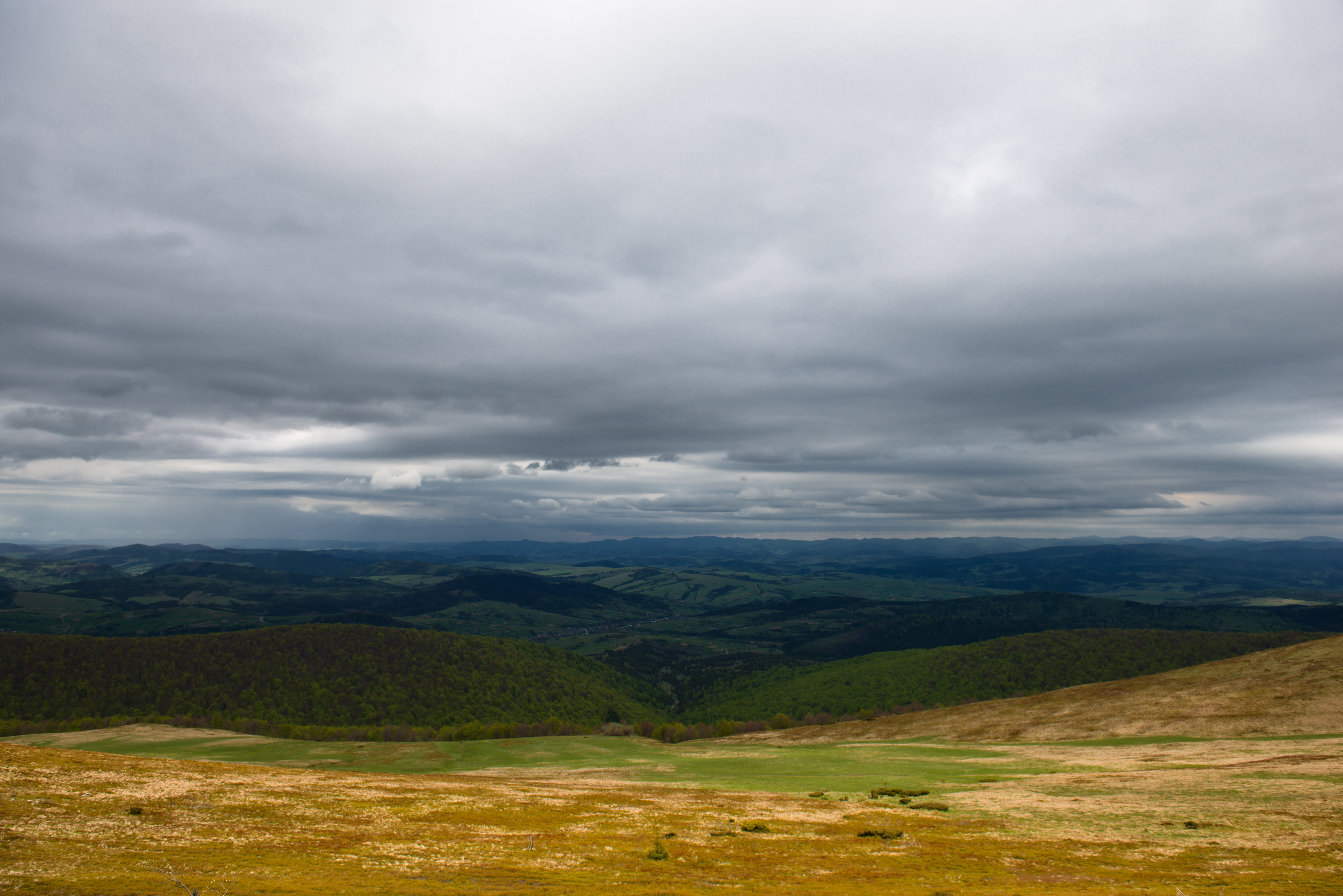
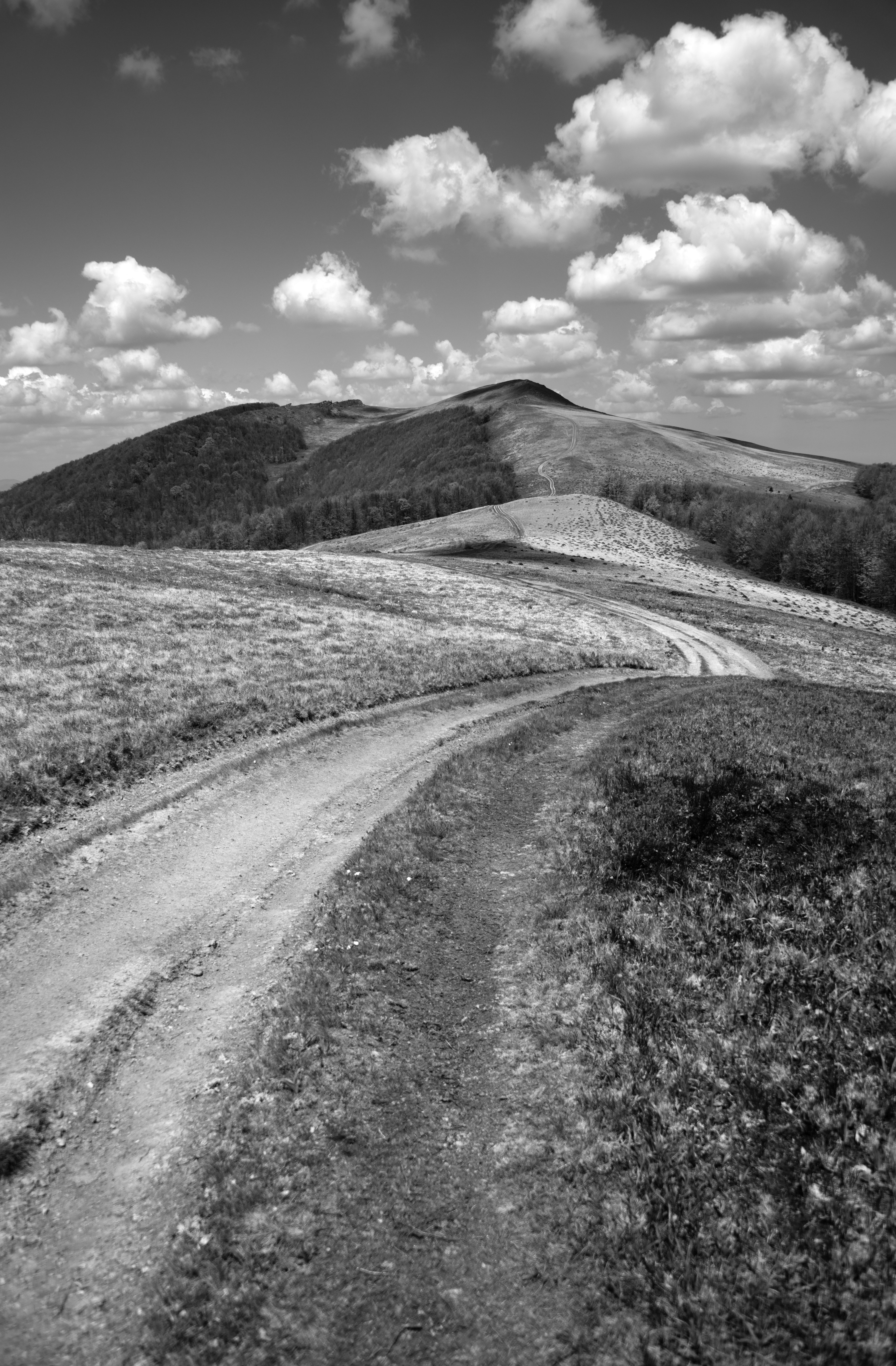